# Taxiphyllum barbieri
Taxiphyllum barbieri Iwatsuki, 1982, conosciuto comunemente come muschio di Giava è una pianta d'acqua dolce appartenente alla famiglia delle Hypnaceae.
L'identità di questa pianta non è stata del tutto risolta: conosciuta comunemente come Vesicularia dubyana (Brotherus, 1908) è attualmente classificata come Taxiphyllum barbieri

## Distribuzione e habitat
Proviene dagli stagni dell'est dell'Asia.

## Acquariofilia
È una pianta molto comune in commercio, utilizzata per decorare l'acquario o i laghetti, soprattutto se abitato da piccoli crostacei d'acqua dolce e da poecilie.